# Humnîska, Terebovlea
Humnîska (în ucraineană Гумниська) este un sat în comuna Ostriveț din raionul Terebovlea, regiunea Ternopil, Ucraina.

## Demografie
Componența lingvistică a localității Humnîska
     Ucraineană (100%)
Conform recensământului din 2001, toată populația localității Humnîska era vorbitoare de ucraineană (100%).